# Roger Vandewalle
Roger Vandewalle (Lendelede, 6 juni 1926 – aldaar, 4 oktober 2014) was een Belgische politicus voor de CVP. Hij was burgemeester van Lendelede.

## Biografie
In 1965 nam Roger Vandewalle voor het eerst deel aan de gemeenteraadsverkiezingen in Lendelede. Hij werd meteen verkozen en benoemd tot eerste schepen. Hij bleef dit ook na de volgende verkiezingen.
In verkiezingsjaar 1976 overleed burgemeester René Vandemaele en Vandewalle werd in mei van dat jaar waarnemend burgemeester. Later dat jaar werd Vandewalle na de gemeenteraadsverkiezingen ook effectief burgemeester. Hij bleef enkele ambtstermijnen burgemeester, tot hij in verkiezingsjaar 1995 na achttien jaar burgemeesterschap stopte en uit de politiek stapte omwille van zijn leeftijd.
In zijn leven legde hij een verzameling aan met informatie over de geschiedenis, personen en verenigingen van de gemeente, met foto's, krantenknipsels, postkaarten en bidprentjes over Lendelede. Die verzameling schonk hij in 1999 aan de gemeente, die dit archief in de gemeentelijke bibliotheek onderbracht.